# Пантијара (Лоди)
Пантијара је насеље у Италији у округу Лоди, региону Ломбардија.
Према процени из 2011. у насељу је живело 56 становника. Насеље се налази на надморској висини од 65 м.